# Detroit (jeu vidéo)
Pour les articles homonymes, voir Detroit.
Detroit est un jeu vidéo de simulation économique développé par Impressions Games et édité par Sierra Entertainment en 1994 sur PC, Amiga et Amiga 1200. Le joueur y dirige un constructeur automobile qu’il doit développer sur une période allant du début à la fin du XXe siècle. Il doit pour cela gérer l’approvisionnement en matières premières, construire des usines de production, concevoir ses modèles de voitures et développer son réseau commercial.

## Système de jeu
Detroit est un jeu vidéo de simulation économique dans lequel le joueur dirige un constructeur automobile dont il doit développer l’activité. Le jeu débute au début du XXe siècle alors que l’entreprise contrôlé par le joueur ne dispose que d’une usine, d’un modèle de voiture et d’un bureau de vente. À partir de là, le joueur doit bâtir un empire industriel et se hisser au premier rang des constructeurs mondiaux. 
Pour atteindre cet objectif, il doit accroitre ses marges et ses capacités de productions tout en parvenant à vendre un maximum de véhicules, en jouant sur différents paramètres. Il peut ainsi définir le prix de ses voitures puis en faire la promotion par l’intermédiaire de campagnes d’affichages, d’évènements sportifs ou de la presse. Cette dernière est divisée en différentes catégories – incluant presse généraliste, économique, spécialisée ou féminine – qui influe sur le jugement des lecteurs vis-à-vis de la publicité. Ainsi, pour promouvoir une voiture de luxe, il est plus efficace de faire de la publicité dans des magazines consacrés à l’économie ou aux voitures. En progressant dans la partie, les moyens de promotions se voient enrichie par l’arrivée de la radio puis de la télévision. 
Pour produire ses véhicules, le joueur doit gérer ses employés, que ce soit les ouvriers ou les techniciens. S’il les payent trop, il réduit en effet ses marges mais dans le cas contraire, ils sont moins productifs et peuvent entrer en grève. La direction technique de l’entreprise permet progressivement au joueur d’améliorer ou d’inventer la technologie disponible pour ses véhicules, que ce soit en matière de motorisations, de freins, de suspension. Les véhicules sont classés en différentes catégories incluant les voitures de luxe, de sport ou familiales mais aussi les camions et les vans. En progressant dans la partie, de nouveaux types de véhicules font leur apparition. Le joueur est également chargé de la conception de ses véhicules, qu’il peut ensuite tester sur circuit afin de mesurer leurs performances. Pour développer son activité, le joueur doit enfin construire de nouvelles usines et de nouveaux bureaux de ventes et gérer la logistique associée à leur multiplication. 
Au cours de la partie, le joueur doit faire face à la concurrence. Il peut ainsi voir ses ventes chuter lorsqu’un de ses concurrents sort un nouveau modèle qui surpasse les siens en termes de qualité et de prix. Tout au long de la partie, le joueur peut consulter différentes informations de ses adversaires, incluant leurs modèles de voitures, leurs succès dans la presse et leurs chiffres de ventes.

## Accueil
| Detroit       |      |       |
| Média         | Pays | Notes |
| Amiga Format  | GB   | 69 %  |
| Amiga Concept | FR   | 73 %  |
| CU Amiga      | GB   | 85 %  |
| Gen4          | FR   | 70 %  |
| Joystick      | FR   | 73 %  |
| The One Amiga | GB   | 78 %  |

À sa sortie, la version PC de Detroit fait l’objet de critiques mitigées dans la presse spécialisée qui salue généralement son thème original mais qui est plus critique concernant sa réalisation. C’est notamment le cas du journaliste du magazine Gen4 qui explique que si son thème le rend  « extrêmement séduisant » lors des premières parties, il se révèle finalement décevant du fait de nombreuses lacunes, d’importants défauts de conception et d’une ergonomie défaillante, qui « limitent sa durée de vie ». Le journaliste Calor du magazine Joystick est également séduit par son thème et explique que, comme tous les jeux d’Impressions Games, il « part d’une bonne – voire excellente – idée ». Il regrette en revanche que sur la forme, il n’est pas à la hauteur des jeux du studio Maxis. Il estime en effet que sa réalisation et son interface « manquent de panache » et se contentent simplement d’être efficace, et que les animations ralentissent énormément le jeu. Il conclut néanmoins que le jeu reste « passionnant », à condition de mettre de côté son ergonomie et l’aspect technique, mais qu’il est tout de même difficile de ne pas le trouver « décevant » lorsqu’on le compare à d’autres jeux du même genre.
Concernant la version Amiga de Detroit, le journaliste Nick Veitch du magazine Amiga Format émet lui aussi un avis plutôt mitigé. Il estime en effet que si la simulation est extrêmement précise dans certains domaines, elle souffre de lacunes dans d’autres en oubliant par exemple de prendre en compte les impôts sur les sociétés, les droits de douanes ou les subventions gouvernementales. Il juge cependant que le principal défaut du jeu réside dans sa réalisation plutôt que dans son thème. Il explique en effet que si le jeu avait été produit par Microprose ou Bullfrog, le résultat aurait sans doute bénéficié d’une réalisation et d’une interface plus réussie, qui aurait rendu le jeu beaucoup plus plaisant et addictifs. Il conclut néanmoins que malgré sa lenteur, son « interface frustrante » et sa « mauvaise musique », le jeu propose une simulation « détaillée » qui peut se révéler « convaincante ».